# Bill Malenfant
Pour les articles homonymes, voir Malenfant.
William Malenfant dit Bill Malenfant (16 juin 1929 - 16 décembre 2016) est un gérant et un homme politique canadien.

## Biographie
William Malenfant est né le 16 juin 1929 à Dieppe au Nouveau-Brunswick. Son père est Ferdinand Malenfant et sa mère est Annie Downing. Il épouse Frances Connell le 22 septembre 1956 et le couple a deux enfants.
William Malenfant est élu député à l'Assemblée législative du Nouveau-Brunswick en 1974 pour représenter la circonscription de Westmorland. Il a effectué deux mandats en tant que maire de Dieppe, dont le deuxième s'est terminé en 1998. Il s'est présenté le 10 mai 2004 comme conseiller général dans la même cité mais a été défait. Il s'est présenté à nouveau le 12 mai 2008, cette fois-ci comme conseiller du quartier numéro un et a aussi été défait.
Bill Malenfant meurt le 16 décembre 2016 à Moncton (Nouveau-Brunswick),.